# Allrode
Allrode er en kommune i Verwaltungsgemeinschaft Brocken-Hochharz, Landkreis Harz i den tyske delstat Sachsen-Anhalt.
Allrode ligger i Harzen, 3 km nord for byen Güntersberge

## Historie
Allrode hørte fra 1952 til DDR-Bezirk Halle, først efter 1990 kom kommunen under Landkreis Wernigerode og fra 2007 under Landkreis Harz.